# Sky Spear
El Sky Spear (天戟 Tien Chi) es un misil balístico táctico (SRBM) taiwanés capaz de alcanzar objetivos en la China continental. Derivado del misil tierra-aire Sky Bow II (Tien Kung-2), el Tien Chi tiene un propulsor de dos etapas que se extiende sobre el Tien Kung-2 de una sola etapa. El Sky Spear fue desarrollado por el Instituto Chungshan de Ciencia y Tecnología (CSIST) en Taiwán. A principios de 2001, se habían desplegado hasta 50 misiles Tien Chi en dos sitios: la isla Tungyiny una segunda ubicación no identificada. Se dice que los misiles de la isla Dongyin están alojados en silos y protegidos por baterías de SAM Tien Kung-2.
La información proporcionada por CSIST a Jane's Missiles and Rockets, reveló que Tien Chi usa una ojiva de submunición y no existe una ojiva unitaria para este misil. Según este informe, el Tien Chi fue desarrollado por el CSIST tras los disparos de prueba de una variante del Tien Kung 2 con un alcance de 120 km y una ojiva HE de 90 kg. El informe también atribuye al misil Tien Chi un alcance de 300 km y una carga útil de 500 kg. Este alcance está mucho más allá del alcance máximo de 200 km informado del sistema SAM Tien Kung II, pero dado que Tien Chi se utiliza en una función de misil táctico tierra-tierra, volaría una trayectoria más eficiente sin necesidad de consumir energía. maniobras. Se cree que la guía es un sistema INS/GPS integrado.
Se ha informado que Taiwán ha desplegado entre 15 y 50 misiles en Dongyin y Penghu.